# Christian Andreas Vind
Christian Andreas Vind (født 12. september 1794 på Hindemae, død 17. september 1869 på Bækkeskov) var en dansk godsejer og officer, far til Emil og Sophus Vind.
Han var søn af hofjægermester Ove Johan Vind (1730-1805) til Hindemae og hustru Regitze Sophie Sehested (1755-1823). Han ansattes 1812 som sekondløjtnant i det Fynske Regiment lette dragoner og under Napoleonskrigene gjorde han hurtigt karriere: På sin 19 års fødselsdag blev han allerede udnævnt til regimentsadjudant, og efter slaget ved Sehested 1813, i hvilket han særlig udmærkede sig, blev han dekoreret med Ridderkorset (januar 1814). Efter at være blevet udnævnt til kammerjunker, deltog han i auxiliærkorpsets kampagne i Frankrig 1815-17, blev 1819 karakteriseret og senere virkelig premierløjtnant. 1831 stilledes han à la suite med ritmesters karakter, og da han 1835 tog sin afsked, udnævntes han til hofjægermester, senere (1841) til kammerherre. I 1858 modtog han den af kejser Napoleon III indstiftede Sankt Helena-medalje.
Allerede 1829 havde han købt Sanderumgård på Fyn af Johan Bülows enke og i 1843 Bækkeskov i Sydsjælland.
Den 12. oktober 1823 var han blevet gift med Anne Sophie Elisabeth Hoppe (21. februar 1803 – 17. maj 1881), datter af kammerherre og hofjægermester Frederik Hoppe (1770-1837). Han døde på Bækkeskov 17. september 1869.
Der findes et stik udført af Edme Quenedey des Ricets.